# Заполля (Ленський район)
Заполля (рос. Заполье) — присілок в Ленському районі Архангельської області Російської Федерації.
Населення становить 312 осіб. Входить до складу муніципального утворення Сафроновське поселення.

## Історія
Від 2004 року входить до складу муніципального утворення Сафроновське поселення.

## Населення
| 2002 | 2010 | 2012 |
| ---- | ---- | ---- |
| 336  | ↘260 | ↗312 |